# Ommatius pernecessarius
Ommatius pernecessarius là một loài ruồi trong họ Asilidae. Ommatius pernecessarius được Scarbrough miêu tả năm 2003. Loài này phân bố ở vùng nhiệt đới châu Phi.